# Gros (moneda)
El gros (en alemán: Groschenⓘ) es una moneda que fue usada en varios países de Europa. Fue ampliamente expandido en la baja Edad Media y Edad Moderna en el territorio de los países de la Europa Central y Este, donde servía de moneda divisionaria. En los primeros años del siglo XXI, el gros se seguía usando solamente en Polonia (equivale a 1/100 de zloty).  
Los primeros prototipos del gros fueron emitidos a finales del siglo XII en las ciudades de la Italia del Norte. En 1266 en Francia fue acuñado el gros tornés (fr. gros tournois). El inicio de la acuñación de los groses torneses dio comienzo a la expansión de la moneda de plata de alta denominación, la necesidad en ella fue provocado por el desarrollo del comercio. En 1279 en Inglaterra, como imitación del gros tornés, apareció el groat. En 1300 iniciaron la acuñación de los groses de Praga. Hasta principios del siglo XV (hasta las Guerras husitas) Czechia fue uno de los más importantes centros de emisión en Europa y el gros de Praga se convirtió en una base de la circulación monetaria en Europa Oriental y conservaba su posición durante varios siglos. Entre otros el gros fue muy expandido en los estados que se habían formado en el territorio de la Rus de Kiev. 
En 1302 en Países Bajos comenzaron a acuñar el groot. Poco tiempo después el gros se convirtió en una de las monedas más difundidas en los estados germánicos: en 1338 como imitación del gros de Praga fue empezada la acuñación de los groschenes de Meissen, en 1423 en Bremen apareció la primera moneda con el valor nominal indicado en grotenes. A partir de la segunda mitad del siglo XIV, gracias al desarrollo y una cierta regularización de la circulación monetaria en Europa, el gros se convierte en una moneda del valor nominal medio y ocupa su lugar entre los denarios de plata y los florines, guldenes y cequíes de oro. 
En Rusia, las monedas para la circulación con la indicación del valor nominal en groses nunca fueron acuñadas, pero debido a la equivalencia en los siglos XVI-XVII de dos copecas de plata a un gros, las monedas de dos copecas empezaron a llamar Groshevik o Gros, y este nombre se convirtió en un término de uso común: se puede encontrarlo en las obras literarias, los documentos financieros e incluso en las leyes del Imperio ruso. Durante el reinado de Pedro I y Catalina I fueron emitidas unas monedas de prueba con la indicación del valor nominal en groses. En el siglo XIX así empezaron a llamar una moneda de media copeca.

## Aparición del gros

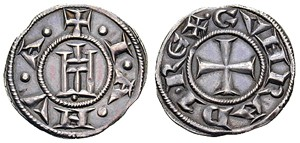
El grosso de Génova

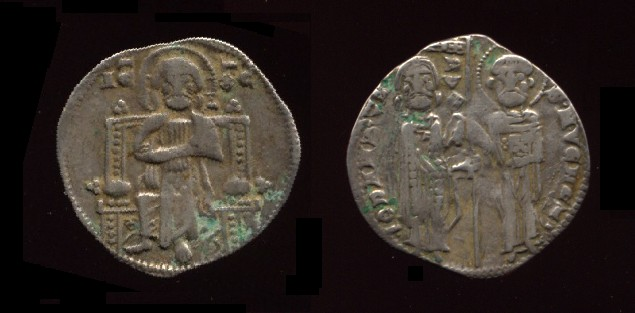
El grosso Matapan del año 1280

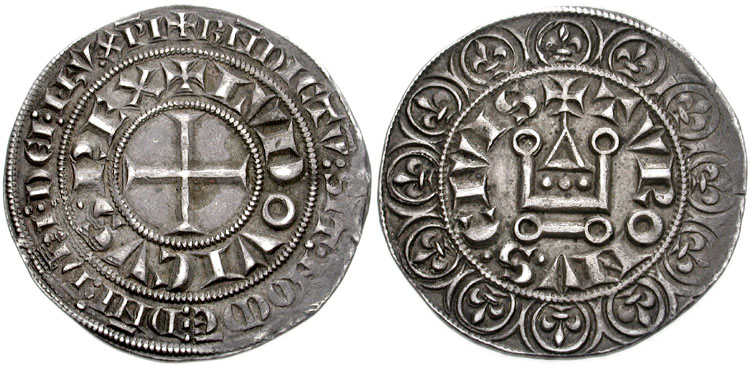
El gros tornés del año 1266

Debido a la falta de plata en Europa durante la Edad Media, el dinero nuevo lo acuñaban de las monedas viejas y desgastadas refundidas. Este proceso se acompañaba por una reducción (muy lenta pero constante) de la finura del metal precioso en el dinero y también por la disminución del peso de las monedas, mientras que el diámetro seguía siendo el mismo. Finalmente, el denario de plata se hizo tan fino que las imágenes del anverso y del reverso salían en los lados opuestos deformándose. Estas monedas obtuvieron el nombre Semi-bracteados o el Pfennig ligero.
A partir del inicio de las Cruzadas, a Europa empezó a ingresar una gran cantidad de los metales preciosos y los denarios de plata ya no respondían a la demanda del comercio de rápido crecimiento .
A finales del siglo XII, en las ciudades de la Italia del Norte empezaron a emitir una moneda de plata bajo la denominación lat. Denarii grossi (denario grande), como contrapeso al Pequeño que en aquella época servía como la principal unidad monetaria. El grosso de plata de alta ley de 2,2 g de masa, acuñado durante el reinado de dux Enrico Dandolo, en 1202 fue denominado Matapan . Era equivalente a 12 denarios o 26 piccolos . Poco tiempo después el grosso matapan se hizo una de las monedas de comercio más usadas en la Cuenca del Mediterráneo . Tenía la imagen de Jesús en el reverso y la imagen del dux recibiendo la bandera de los manos del apóstol Marcos en el anverso; su aspecto se hizo un prototipo del ducado de oro que fue emitido 80 años después.
El 15 de agosto de 1266 en la ciudad Tours durante el reinado de Luis IX fue acuñado el gros tornés. Como prototipo fueron usadas las monedas de la ciudad Acre, el rey francés las vio durante la Séptima Cruzada. El anverso de la moneda llevaba un símbolo de la ciudad (una capilla o puertas de la ciudad), la leyenda rotunda “TURONUS CIVIS” y 12 flores de lis al borde de la moneda. En el centro del reverso se encontraba una cruz con la leyenda rotunda interior con el nombre del suzerano y la leyenda exterior en latín  “Benedictum sit nomen domini nostri Jesu Christi” (esp.: Bendito sea el nombre de nuestro Dios Jesucristo). De un marco francés (244,752 gr) de plata de 23 quilates se debía emitir 58 groses torneses. Por lo tanto, dicha moneda contenía 4,04 gr de plata pura y el peso total de la moneda era 4,22 gr. Durante el reinado de los descendientes de Luis IX la cantidad de metal precioso se reducía constantemente. Desde 1352, para cubrir los gastos derivados de la guerra con Inglaterra, emiten monedas de vellón de baja ley que obtuvieron el nombre Gros blanc .
Con el inicio de la acuñación de los groses torneses Francia dio comienzo a la expansión de la moneda de plata de alta denominación, la necesidad en ella fue provocada por el desarrollo del comercio. Estas monedas contenían gran cantidad del metal precioso en comparación con el grosso italiano que en aquel tiempo era muy expandido. La primera imitación del gros tornés en los países de la Europa Central fue la moneda checa cuya acuñación fue empezada en 1300 en la Casa de la moneda de Kutná Hora en 1300 durante el reinado de Wenceslao II que fue denominada “Gros de Praga”. En 1338 en Meissen emitieron unas monedas parecidas, más tarde su acuñación fue organizada en otras ciudades alemanes. La denominación alemana del gros tornés como Grosus Turonus llevó a la aparición de los nombres Turnosgroschen, Turnose y Groschen. La denominación Turnose se mantuvo en uso hasta la segunda mitad del siglo XVII.
En 1279 en Inglaterra como imitación del gros tornés apareció el groat, en 1302 en Países Bajos empiezan a usar el groot. Inicialmente en los estados del territorio del Weser bajo (en particular, en Bremen) el groten era una unidad de cuenta equivalente al gros tornés. La primera moneda con la indicación del valor nominal en grotenes fue acuñada en 1423.

## El periodo del gros de Praga

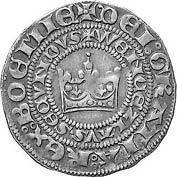
El anverso del gros de Praga de Wenceslao II

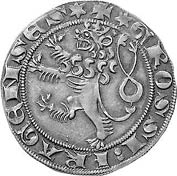
El reverso del gros de Praga de Wenceslao II

Desde 1280 en la región de la ciudad Kutná Hora actual empiezan a aparecer grandes explotaciones de plata. En el siglo XIII comenzó la “fiebre de la plata”, unas 100 mil personas de diferentes países se dirigieron hacia este región, todos los días en las explotaciones trabajaban unos 60 mil mineros. Desde 1290 hasta 1350 en la región cada año extraían más de 20 toneladas de plata pura . Gracias a la extracción de plata los reyes checos reforzaron su poder y la posición en el Sacro Imperio Romano Germánico. Durante el reinado del rey checo Wenceslao II fue realizada una reforma monetaria. Fue construida la ciudad de Kutná Hora, donde crearon la Casa de la moneda y organizaron la emisión masiva de monedas de plata de gran valor nominal . La reforma monetaria consistía en la prohibición de la libre circulación de plata. Desde ese momento los propietarios de las minas debían entregar el metal a la Casa de la moneda, a cambio ellos recibían los groses de Praga. Los extranjeros podían obtener la plata checa solo en forma de monedas. La tesorería real obtuvo un enorme fuente de ingresos y Kutná Hora se convirtió en el centro europeo de la acuñación de monedas de plata. En 1300, como imitación de los grossos italianos y groses tornéses franceses, fue acuñado el gros de Praga. Hasta principios del siglo XV (el inicio de las Guerras husitas) Czechia era uno de los más importantes centros de emisión en Europa, y el gros de Praga se convirtió en una base de la circulación monetaria en Europa Oriental y conservaba su posesión durante varios siglos. 
Se considera que como prototipo de las monedas checas fueron usados los groses tornéses. La semejanza del dinero francés y el checo consiste en que los dos se dividían en 12 monedas de menos valor nominal (el gros tornés se dividía en 12 denié, el gros de Praga hasta 1327 estaba compuesto por 12 parvuses y más tarde por 12 helleres. Tenían el peso parecido. Una científica e historiadora checa E. Noguelova-Pratova consideraba que por el aspecto el gros de Praga tenía la mayor semejanza con el pierreal de oro de Mesina. La teoría está corroborada por el hecho de que la reforma monetaria checa fue realizada por los banqueros italianos.
El anverso de la moneda llevaba la imagen de la corona checa y la doble leyenda rotunda: WENCEZLAVS SECVNDVS (es.:Wenceslao II en la parte interior y DEI GRATIA REX BOEMIE (es.: Por la gracia de Dios, Rey de Bohemia en el círculo exterior. En el reverso en el centro fue estampado el león checo y la leyenda rotunda GROSSI PRAGENSES por la que la moneda obtuvo su denominación. Durante todo el periodo de acuñación los groses de Praga tenían la misma apariencia. Se cambiaban solo los nombres de los monarcas, unas detalles pequeñas, el peso y la cantidad de plata. Estas monedas se emitían durante un plazo bastante largo mientras estaban en el poder los siguientes reyes: Wenceslao II (1300—1305), Juan I (1310—1346), Carlos IV (1346—1378), Wenceslao IV (1378—1419), Jorge de Podiebrad (1458—1471), Vladislao II, (1471—1516), Luis II (1516—1526) y Fernando I (1526—1547). Desde 1300 hasta finales del siglo XV el gros de Praga fue la moneda de plata de mayor valor nominal y por tanto fue ampliamente usada en el comercio internacional. Los groses de Praga estaban en circulación en los países de la Europa central, en particular en los estados germánicos, Austria, Hungría, Polonia y también en el Gran Ducado de Lituania .
La afluencia de las monedas checas al territorio del Gran Ducado de Lituania empezó en el primer tercio del siglo XIV  y en los siglos XV-XVI se convierten en la principal unidad monetaria del estado .
El gros de Praga era muy expandido en los estados que se habían formado en el territorio de la Rus de Kiev. En particular, fue integrado en el sistema monetario-ponderal del Principado de Pólatsk. En Rutenia Roja los groses comenzaron a cumplir las principales funciones monetarias. A veces los groses de Praga encuentran entre los tesoros que fueron escondidos en el territorio del Principado de Moscú y de la República de Nóvgorod. Pero lo más probable es que las monedas de plata checas que se habían metido en la tesorería fueron refundidas y de la plata obtenida acuñaron una moneda propia. Uno de los hallazgos más lejanos del lugar de la acuñación originaria de esta moneda es el tesoro de Karatún en Tartaristán.
La gran expansión de los groses de Praga como moneda de comercio provocó el inicio del proceso de estampación de contramarcas que los legalizaba para la circulación monetaria en las correspondientes entidades estatales y territoriales y también comprobaba su calidad y adecuación para las operaciones económicas y comerciales.
En 1338, como imitación del gros de Praga, fueron acuñados los groschenes de Meissen . A partir de la segunda mitad del siglo XIV, gracias al desarrollo y una cierta regularización de la circulación monetaria en Europa, el gros se convierte en una moneda del valor nominal medio y ocupa su lugar entre los denarios y las monedas de oro: los florines, guldenes y cequíes. La gran expansión de las monedas checas en los siglos XIV-XV se define en la numismática como “el periodo del gros de Praga”.

## El groschen en Alemania

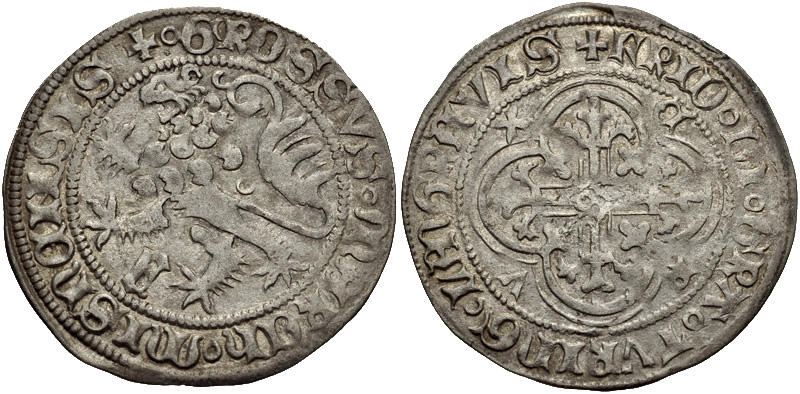
El groschen de Meissen

El primer groschen acuñado en las tierras alemanas fue el groschen de Meissen del margrave de Meissen Federico II del año 1338. Como era una imitación del gros de Praga originariamente contenía 3,375 gr de plata pura. Durante todo el periodo de la acuñación de estas monedas la cantidad de plata en ellas se disminuía. Los groschenes de Meissen llevaban por un lado la imagen de un león rampante y también la leyenda rotunda GROSSUS MARCHIONIS MISNENSIS (esp.: el groschen del marco de Meissen); por el otro, una cruz flordeliseada enmarcada con cuatro arcos, el nombre abreviado del órgano monetario y el título lat.: DEI GRATIA THURINGIAE LANDGRAVII (esp.: Por la gracia de Dios, landgrave de Turingia . Entre los brazos de la cruz se encontraban las letras C R V X que significaban la palabra latín Crux: la cruz . Desde 1457 en las monedas aparece el año de su acuñación .
Durante más de 100 años los groschenes de Meissen se acuñaban exclusivamente en Freiberg . En total hasta 1483 en la Casa de la moneda de la ciudad emitieron monedas de más de 70 toneladas de plata pura . Las monedas se expandieron muy lejos fuera de Sajonia, en muchos estados alemanes .
La cantidad total de todos los tipos de los groschenes de Meissen es de varias miles . Originariamente el groschen de Meissen era una moneda de plata acuñada en el Margraviato de Meissen. En 1423 el emperador del Sacro Imperio Romano Germánico Segismundo traspasó el ducado de Sajonia-Wittenberg en administración del margrave Federico y le otorgó el título de príncipe elector de Sajonia . Así las monedas que se seguían acuñando en la Casa de la moneda de Freiberg ya habían pasado de ser de Meissen y se convirtieron en las de Sajonia. 

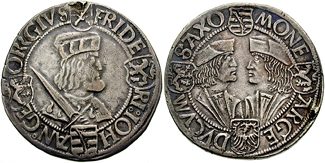
El guldengroschen de Sajonía

En 1486, el archiduque de Tirol Segismundo a causa de la falta de oro y además por la existencia de las minas de plata en su estado emitió una moneda de plata grande. Por el precio del metal que contenía (37,1 gr de plata de ley de 935 milésimas) la nueva unidad monetaria era equivalente al gulden renano de oro. En el fondo la acuñación del gulden de plata fue la primera intención en el Sacro Imperio Romano Germánico de sustituir monedas de oro por un homólogo de plata.
La nueva moneda obtuvo el nombre Guldiner y Guldengroschen. La aparición de la unidad monetaria de gran valor nominal correspondía a las necesidades del comercio en Europa por aquel tiempo. Al principio la emisión de estas monedas tenía una tirada muy corta y en el fondo eran monedas de regalo. El primer guldengroschen que servía de medio de pago fue una moneda sajona, su acuñación duró desde 1500 hasta 1525 . El hecho de que contenía 27,4 gr de plata pura no fue una casualidad; teniendo en cuenta el ratio del precio de plata y oro (10,8 a 1), el coste de esta moneda era totalmente equivalente al precio del gulden renano que contenía 2,54 gr de oro . El término "guldengroschen" no fue muy usado y la moneda de plata grande empezó a llamarse Tálero. Siendo una moneda de un valor nominal promedio entre los pfennig y táleros, el precio de los groschenes con respecto a estos se cambiaba regularmente. Por ejemplo, a principios del siglo XVI 1 gulden de oro o plata de Sajonía equivalía a 21 groschenes ; según el Reglamento monetario imperial de Esslingen am Neckar de 1524 1 tálero costaba 24 groschenes .
La existencia de numerosos estados alemanes provocó no solo la aparición de una gran variedad de tipos de esta moneda de pata, sino también su deterioro. Por ejemplo, en 1503 en la ciudad de Baja Sajonía Goslar fue acuñado el groschen con la imagen de Virgen María con Niño , esta moneda obtuvo la denominación Mariengroschen. Poco tiempo después otras ciudades situadas cerca de Harz con sus ricas minas de plata también comenzaron a emitir los mariengroschenes. A pesar de que tenían las imágenes parecidas, las monedas contenían diferente cantidad del metal precioso. La oscilación del precio de los mariengroschenes de distintos ciudades y fechas de emisión creyó una serie de incomodidades. En 1555 hicieron una tentativa de sustituir estas monedas por los furstengroschenes que fracasó. Después de la crisis financiera alemana del siglo XVII el coste de un mariengroschen era 1/36 de reichstaler .
Las consecuencias de la guerra de los Treinta Años (1618-1648) no se limitaron a solo unas graves destrucciones y numerosas víctimas, sino también dio lugar a una crisis financiera: para cubrir los gastos militares los soberanos de los estados alemanes recurrieron al deterioro masivo de la moneda. Después de la crisis los estados alemanes volvieron a emitir los groschenes con un valor nominal de 1/24 de tálero. Al mismo tiempo en este territorio seguían circulando los mariengroschenes que equivalían a 1/36 de reichstaler. Como las nuevas monedas costaban 1,5 veces más, obtuvieron la denominación popular “Buenos” groschenes (al.Gute Groschen) . Poco tiempo después la indicación del valor nominal en Gute Groschen apareció estampada en las monedas. 

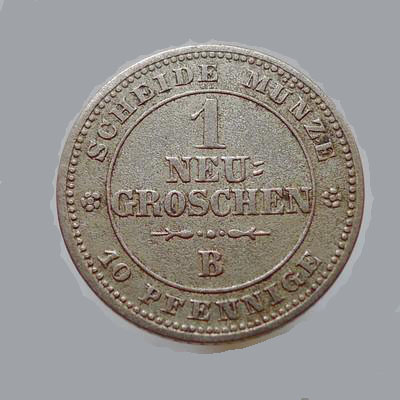
El neu-groschen de Sajonia del año 1863

En 1821 en Prusia fue aprobada una ley que determinó una talla según la que de un marco de pura plata de Colonia (233,855 gr) se acuñaba 14 táleros. Con la aparición de la nueva talla también fue establecida una nueva paridad del tálero al groschen: 1 tálero se hizo equivalente a 30 groschenes. La nueva unidad monetaria obtuvo la denominación Silber Groschen (al. Silbergroschen: literalmente, el “groschen de plata“) . El 30 de julio de 1838 varios estados de la Unión Aduanera de Alemania con el fin de unificar sus sistemas monetarios firmaron la Convención Monetaria de Dresde. Durante los negocios de su aprobación Sajonia ofreció adoptar el sistema monetario decimal pero la propuesta fue rechazada. Los países que firmaron la convención adoptaron un sistema monetario según el cual 1 tálero equivalía a 30 groschenes. Entonces en unos estados circulaban los silber groschenes que equivalían a 12 pfennig o helleres y en los otros usaban los neu-groschenes que costaban 10 pfennig.
Los groschenes de vellón se seguían emitiendo hasta 1873 cuando, después de la Unificación alemana, con la creación del sistema monetario común aparecieron las unidades divisionarias Pfennig que equivalían a 1/100 de marco .

## El gros en Polonia, en el Gran Ducado de Lituania y en la República de las Dos Naciones antes delsigloXIX
En Polonia el gros fue acuñado por primera vez durante el reinado de Casimiro III en los años 1360-1370 en Cracovia como imitación del gros de Praga. El peso promedio del gros de Cracovia era 3,1 gr, fue hecho de la plata de ley de 775. Al mismo tiempo se emitían los kwartnik. La acuñación no duró mucho y fue emitida una poca cantidad de las monedas . Los ducados de oro que encontraban en el territorio de Polonia obtuvieron la denominación Esloti. Inicialmente su coste equivalía a 12-14 groses. Debido al deterioro posterior de las monedas de plata, y también de las monedas que ingresaban de las tierras alemanes y de Bohemia, esta cantidad se incrementaba continuamente y a mediados del siglo XV alcanzaba 30 groses por un ducado de oro. Aunque el precio de las monedas de oro no se fijó en 30 groses y a mediados del siglo XVI incluso alcanzó 50 groses, la moneda de plata de 30 groses obtuvo el nombre Zloty polaco . Después de la pausa de 150 años, durante el reinado de Segismundo I, en 1526, volvieron a acuñar los groses polacos con el peso de 2,059 gr de plata de ley de 375 milésimas .

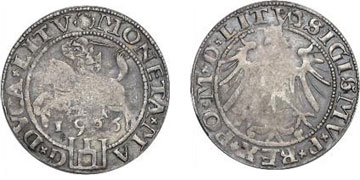
El gros lituano del año 1536

En el Gran Ducado de Lituania acuñaban el gros lituano. En comparación con el polaco contenía una gran cantidad de plata. El precio de 4 groses lituanos equivalía al precio de 5 groses polacos. En 1569 estos dos estados se unieron y formaron la República de las Dos Naciones. Poco tiempo después, en los años 1578-1580, fue realizada una reforma monetaria que unificó las monedas polacas y lituanas por el peso y la ley de plata. Sus aspectos conservaron ciertas diferencias. 

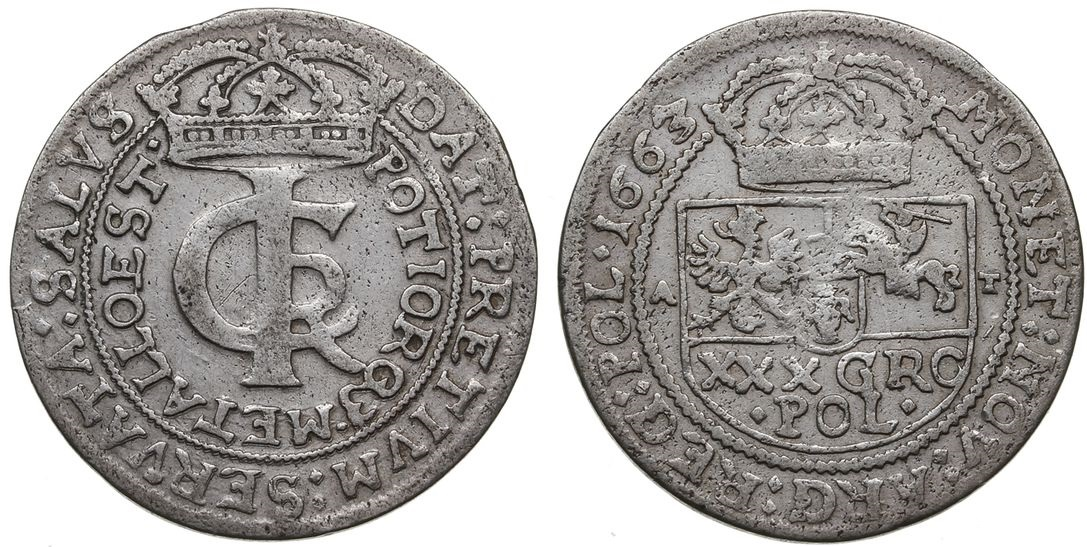
En la moneda de vellón de un valor nominal de 1 zloty o 30 groses fue estampada la leyenda: “lat.: DAT PRETIVM SERVATA SALVS POTIORQ METALLO EST” (esp.: El deseo de salvar la Patria prevalece sobre el precio del metal)

En los años 1640-1660 la República de las Dos Naciones atravesaba un periodo difícil. En 1648 empezó la rebelión de Jmelnytsky. Las derrotas de las tropas polacas en las luchas de Zhovti Vody y cerca de Korsun estropearon el sistema financiero del estado. El 16 de mayo de 1650 fue aprobada una nueva ley monetaria. Como consecuencia de la difícil posición de Polonia que había sido provocada por la invasión de las tropas del rey sueco Carlos X en 1655 y por la guerra con el Zarato Ruso, la cantidad de los metales preciosos en las monedas disminuía repetidamente.
El engaño, ni siquiera intentaron ocultarlo. En el tympf (una moneda con un valor nominal de 1 zloty, con el coste de mercado de 18 groses) estamparon la leyenda “lat.: DAT PRETIVM SERVATA SALVS POTIORQ METALLO EST” (esp.: El deseo de salvar la Patria prevalece sobre el precio del metal). Como consecuencia del prolongado funcionamiento de las Casas de moneda que emitían dos tipos de las monedas, de peso completo y devaluadas, el sistema financiero del país se sumió en el estado de crisis. Los precios de mercancías y servicios se incrementaban lo que generó el aumento del descontento popular. De acuerdo con la ley de Gresham, los tympf y las boratynkas de vellón expulsaron del mercado las monedas de peso completo, lo que provocó una rápida inflación y deterioró el sistema financiero del estado .
En 1734 el príncipe elector de Sajonia Augusto III se hace el rey de la República de las Dos Naciones. Durante su reinado las monedas fueron producidas solamente en Sajonia . Al principio de la guerra de los Siete Años, en el año1756, las tropas del rey de Prusia Federico II ocuparon Sajonia y la Casa de la moneda de Leipzig  fue traspasado en administración de Feitel Efraim. El nuevo arrendatario empezó la acuñación de las monedas de Sajonia y de Polonia, mayoritariamente de un valor nominal de 6 y 18 groses, con la cantidad de plata notablemente más baja . Feitel Efraim, siendo un súbdito del rey de Prusia, no solo usaba los troqueles de otros estados sino también indicaba en las monedas fechas falsas de preguerra , lo que dificultaba aún más la identificación de este dinero. Estas monedas obtuvieron la denominación popular Ephraimiten.
En 1795 la República de las Dos Naciones dejó de existir, la emisión de la moneda fue terminada.

## El gros en Rusia

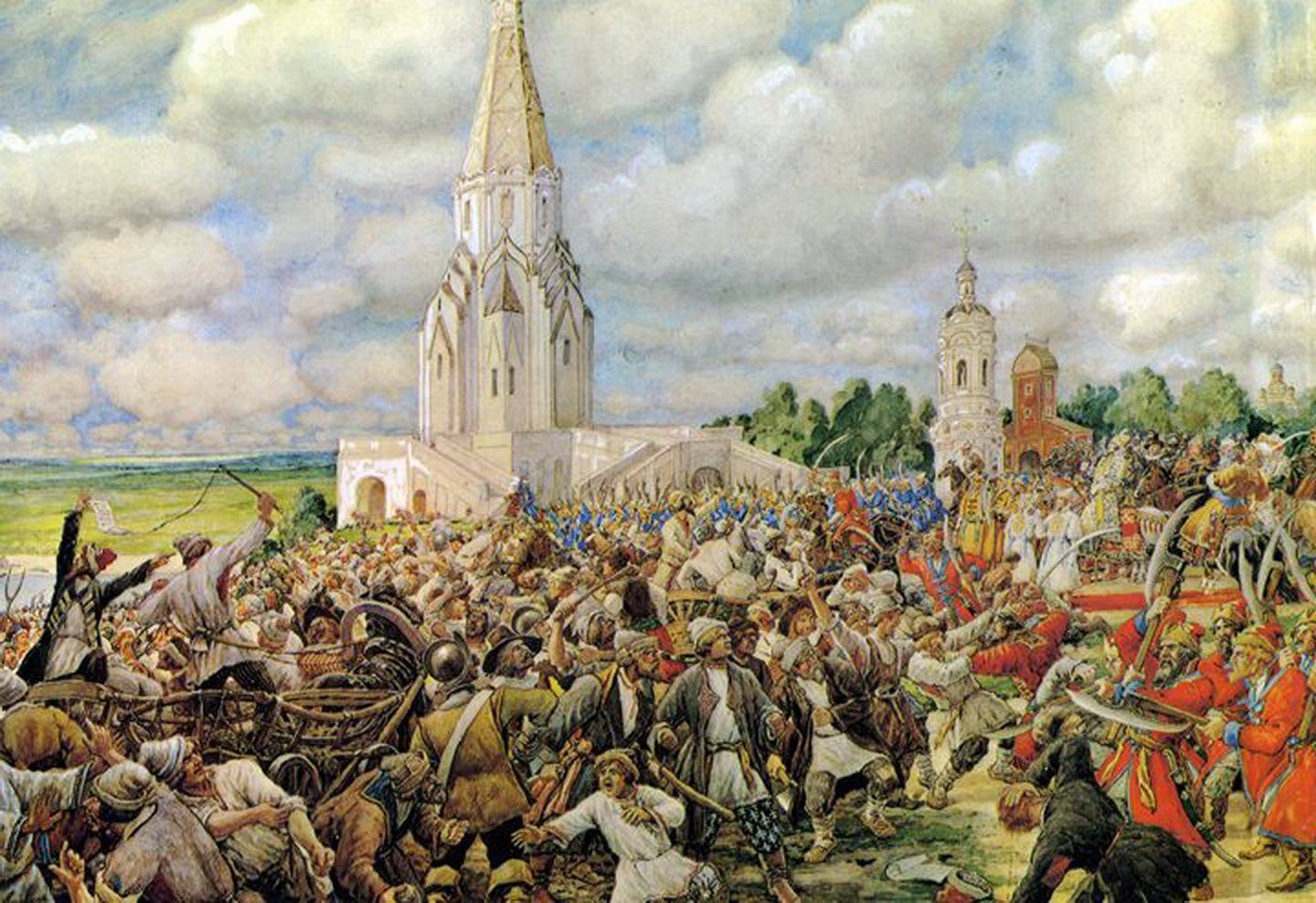
La acuñación del primer groshevik ruso, junto con otras novedades de la reforma monetaria de 1654 llevaron a la Revuelta del Cobre

La reforma monetaria de Elena Glínskaya de los años 1535-1538 llevó a la creación del sistema monetario nacional del Zarato ruso . Como en la mitad y en la segunda parte del siglo XVI el mercado interior ruso se encontraba alejado de las rutas comerciales europeas la obtención de plata para la acuñación de monedas era una tarea difícil. Como materia prima para la producción de una moneda propia habitualmente usaban las monedas de Europa Occidental, los táleros, que ingresaban en el mercado ruso en grandes cantidades; en Alemania estas monedas se llamaban Joachimsthaler y en el Zarato ruso ellas obtuvieron la denominación Efímok, por la primera parte de la palabra.
Según las reglas establecidas por el estado, para los comerciantes extranjeros era más ventajoso entregar los táleros en la Casa de la moneda o venderlos a la Tesorería que usarlos en las operaciones comerciales. En los años 1570 la cantidad de plata que contenía un tálero equivalía a 43,5-44,5 copecas. Por la venta de un efímok a la Casa de la moneda un comerciante obtenía 38-38,5 copecas de plata, pero usado en el territorio del Zarato ruso, la moneda alemana costaba solo 33 copecas. En dichas condiciones la posibilidad de la penetración de los táleros en la circulación monetaria del Zarato ruso se reducía al mínimo. En 1613, a los comerciantes les ofrecían 42 copecas por un efímok; y un tálero en aquel tiempo equivalía a 21-24 groses. Por tanto, 2 copecas rusas cambiaban a un gros por contener la cantidad de plata equivalente.
Por primera vez las monedas con un valor nominal de 2 copecas o los Groshevik fueron acuñadas de cobre durante el reinado de Alekséi I . En el desarrollo de la reforma monetaria fueron cometidos varios errores graves que provocaron el descontento de la población y la posterior Revuelta del Cobre de 1662. Después de la fracasada intención de reformar el sistema monetario las monedas con un valor nominal de 2 copecas no se volvieron a acuñar durante mucho tiempo. En los años 1724 y 1757, durante el reinado de Pedro I y Catalina I, emitieron unas monedas de prueba de 2 copecas. Su peculiaridad consistía en la indicación del valor nominal como “gros”. A pesar de que las monedas corrientes con un valor nominal de un gros no se acuñaban en el siglo XVIII, la palabra “gros” como denominación de la moneda de 2 copecas se hizo un término de uso común que se puede encontrar en unas obras literarias, documentos financieros e incluso en la legislación del Imperio ruso.
En 1839, bajo la dirección del ministro de Finanzas Georg von Cancrin, fue iniciada una reforma monetaria. Según esta, el tipo de cambio del dinero antiguo al nuevo era de 1 a 3,5. Por tanto, 2 nuevas copecas equivalían a las 7 anteriores y obtuvieron el nombre popular Semíshnik. En el siglo XIX empezaron a nombrar como “gros” las monedas de media copeca.

### Los groses ruso-prusianos

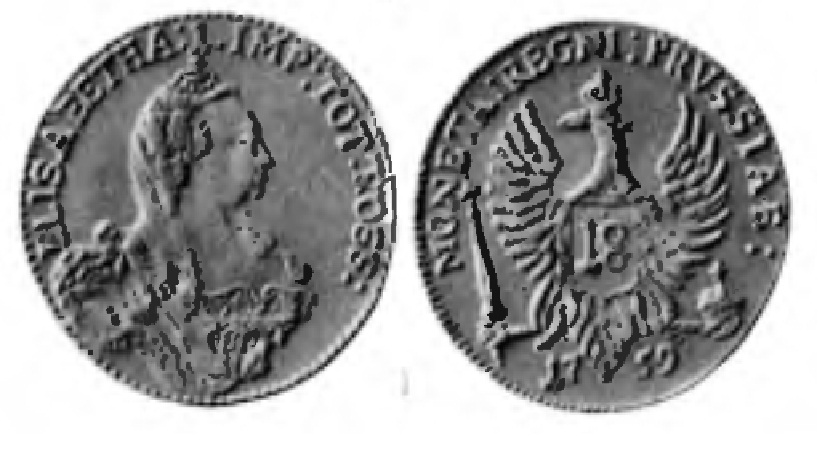
[El tympf (una moneda de un valor nominal de 18 groses) de Isabel del año 1759

En los años 1759-1761 durante el reinado de la emperatriz Isabel, en la Casa de la moneda de Königsberg ocupada por las tropas rusas acuñaron el dinero para las tierras prusianas invadidas. Según el decreto de 8 de junio de 1759 de N.A. Korf, el gobernador de Prusia Oriental, a la emisión estaban sometidas las monedas con un valor nominal de 1, 2, 3, 6, 18 groses y también el chelín.
Al mismo tiempo, intentaban limitar el ingreso de los ephraimitenes de baja calidad al territorio de Prusia Oriental y unificar la circulación monetaria. Una tabla, hecha en 1760, que definía los tipos de cambio de “las monedas alemanas de poco valor” a los groses nuevos contenía unas 200 denominaciones de monedas que circulaban en el territorio ocupado por los rusos. 
Después de la muerte de Isabel en 1762 al trono subió Pedro III. Para el nuevo emperador el rey de Prusia Federico II era un ídolo. Según el Tratado de paz de San Petersburgo él, por su propia voluntad, renunció a todas las obtenciones de esta guerra, entre ellos a Königsberg. Después del traspaso de las tierras conquistadas la acuñación de los tympf se hizo inactual y fue terminada.

### Los groses ruso-polacos

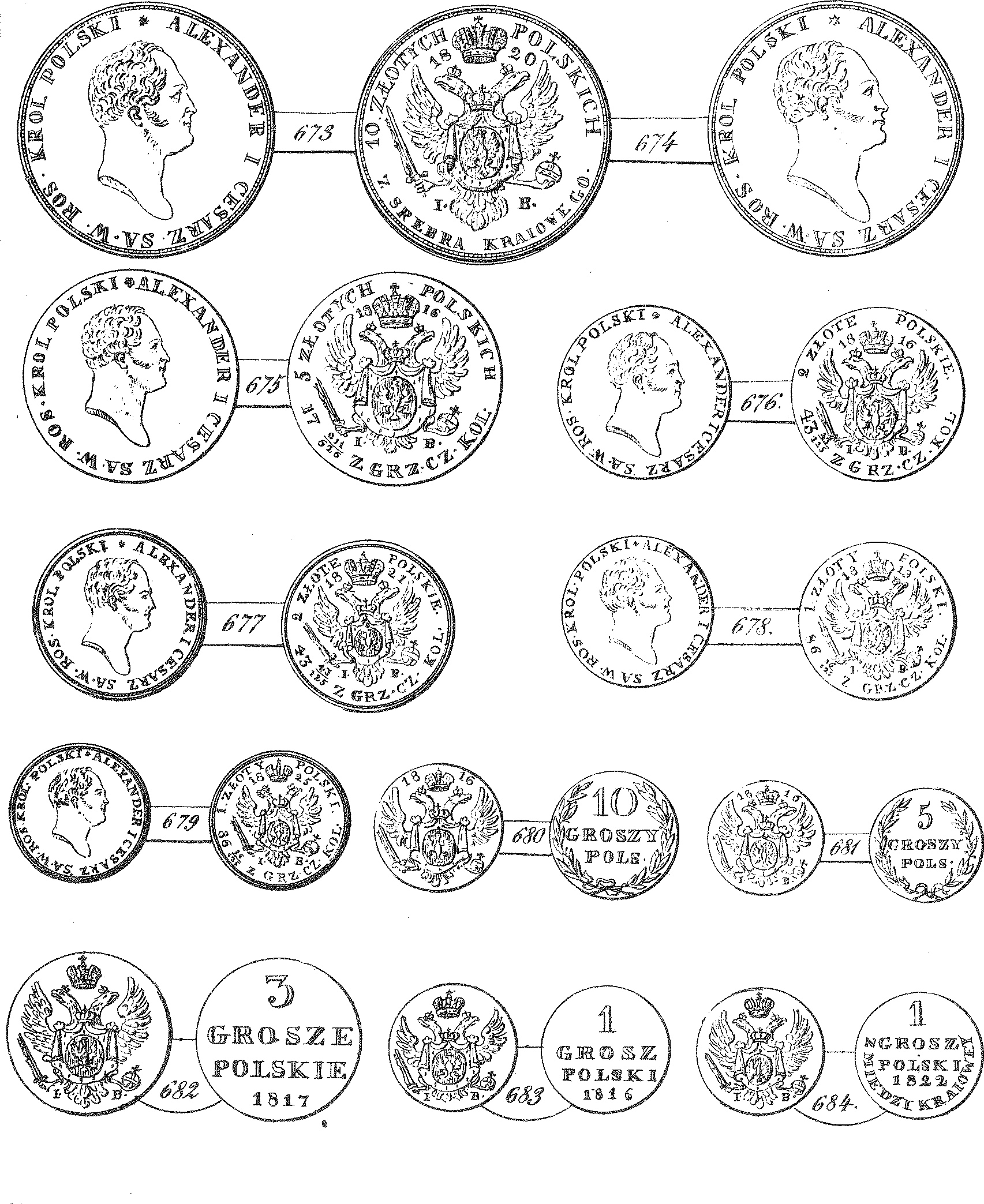
Las monedas del Zarato de Polonia emitidas durante el reinado de Alejandro I

Tras la terminación de las guerras napoleónicas, en 1815 el Zarato de Polonia formó parte del Imperio ruso. En 1816, en la Casa de la moneda de Varsovia empiezan a acuñar el dinero de acuerdo con las imágenes aprobadas por el emperador ruso Alejandro I. En esta parte del imperio como medio monetario oficial se usaba el złoty. Fue establecido el siguiente tipo de cambio con respecto al rublo: 1 zloty costaba 15 copecas de plata, y el gros, como seguía equivaliendo a 1/30 de zloty, costaba 1/2 de una copeca de plata. Con la circulación de las monedas locales en el territorio de Polonia estaba permitido usar el dinero nacional. Al mismo tiempo, en las provincias orientales del Imperio ruso empezaron a usar los groses y zloty polacos. Durante el Levantamiento de los años 1830-1831 acuñaban monedas (entre ellas de cobre de 3 groses y de plata de 10 groses) de las que habían sido quitados los símbolos nacionales rusos. Después del aplastamiento del levantamiento la emisión de las monedas antiguas fue suspendida. En lugar de ellas durante un tiempo acuñaban el dinero con la indicación de valor nominal ruso-polaca doble como versión intermedia en el proceso de la integración gradual de Polonia en la circulación monetaria de toda Rusia.
Los zloty y groses del Zarato de Polonia también eran las monedas de curso legal de la República de Cracovia. Las monedas acuñadas por los rebeldes en el año 1831 circulaban también en el territorio de la república. Después del aplastamiento del levantamiento, del dinero ruso-polaco quitaron tanto los símbolos polacos como cualquier mención sobre Polonia. En 1835 el Senado de la República de Cracovia, teniendo en cuenta el descontento de la población, tomó la decisión de emitir una moneda propia. Entre otras fueron acuñadas las monedas con un valor nominal de 5 y 10 groses. Tras la liquidación del estado y su ingreso en el Imperio austríaco, el zloty cracoviano dejó de existir y estaba sometido al cambio: 1 gulden costaba 4 zloty y 12 groses .

## El gros en los siglosXX-XXI
En los siglos XX-XXI el gros como moneda divisionaria se usaba en dos países, Austria y Polonia. Al final del año 2015 el gros se conservó solo en Polonia.

### El groschen austriaco
En 1925, la corona austriaca se devaluó definitivamente, la sustituyeron por el chelín, el groschen se hizo su unidad divisionaria. Hasta el anschluss de 1938 realizado por el III Reich las monedas se acuñaban con la indicación del valor nominal en groschenes. Cuando Austria perdió la independencia en su territorio empezó a circular el reichsmark. En los primeros meses tras su incorporación a Alemania fue realizado el cambio de los chelines a los reichsmark: por 1,5 chelín daban 1 marco. El coeficiente de 1 a 1,5 no correspondía al tipo de cambio de mercado. Así en 1937 por 1 marco ofrecían 2,16 chelines. A partir del 26 de abril de 1938 los reichsmark se convirtieron en el único medio de pago en el territorio anterior de Austria. Las monedas antiguas dejaban de circular desde el 23 de abril. Al mismo tiempo, las monedas de un y dos groschenes podían ser usadas como monedas de un y dos pfennig hasta el 1 de marzo de 1942. En la Casa de la moneda de Viena en lugar de los groschenes y chelines empezaron a acuñar los marcos y pfennig.
| Las monedas de los años 1925—1938, con el valor nominal en groses | Las monedas de los años 1925—1938, con el valor nominal en groses | Las monedas de los años 1925—1938, con el valor nominal en groses | Las monedas de los años 1925—1938, con el valor nominal en groses | Las monedas de los años 1925—1938, con el valor nominal en groses | Las monedas de los años 1925—1938, con el valor nominal en groses | Las monedas de los años 1925—1938, con el valor nominal en groses | Las monedas de los años 1925—1938, con el valor nominal en groses | Las monedas de los años 1925—1938, con el valor nominal en groses |
| Imagen                                                            | Imagen                                                            | Valor nominal                                                     | Características                                                   | Características                                                   | Características                                                   | Características                                                   | Estuvo en circulación                                             | Años de emisión                                                   |
| Reverso                                                           | Anverso                                                           | Valor nominal                                                     | Diámetro                                                          | Peso                                                              | Metal                                                             | Canto                                                             | Estuvo en circulación                                             | Años de emisión                                                   |
| ----------------------------------------------------------------- | ----------------------------------------------------------------- | ----------------------------------------------------------------- | ----------------------------------------------------------------- | ----------------------------------------------------------------- | ----------------------------------------------------------------- | ----------------------------------------------------------------- | ----------------------------------------------------------------- | ----------------------------------------------------------------- |
|                                                                   |                                                                   | 1 gros                                                            | 17 mm                                                             | 1,6 g                                                             | 95 % Cu 4 % Sn 1 % Zn                                             | liso                                                              | 1 de marzo de 1925 — 1 de marzo de 1942                           | 1925—1938                                                         |
|                                                                   |                                                                   | 2 groses                                                          | 19 mm                                                             | 3,3 g                                                             | 95 % Cu 4 % Sn 1 % Zn                                             | liso                                                              | 1 de marzo de 1925 — 1 de marzo de 1942                           | 1925—1930 1934—1938                                               |
|                                                                   |                                                                   | 5 groses                                                          | 17 mm                                                             | 3,0 g                                                             | 75 % Cu 25 % Ni                                                   | liso                                                              | 21 de enero de 1931 — 23 de abril de 1938                         | 1931 1932 1934 1936—1938                                          |
|                                                                   |                                                                   | 10 groses                                                         | 22 mm                                                             | 4,5 g                                                             | 75 % Cu 25 % Ni                                                   | liso                                                              | 1925 — 23 de abril de 1938                                        | 1925 1928 1929                                                    |
|                                                                   |                                                                   | 50 groses                                                         | 24 mm                                                             | 5,5 g                                                             | 75 % Cu 25 % Ni                                                   | liso                                                              | 1 de agosto de 1934 — 23 de abril de 1938                         | 1934                                                              |
|                                                                   |                                                                   | 50 groses                                                         | 24 mm                                                             | 5,5 g                                                             | 75 % Cu 25 % Ni                                                   | liso                                                              | 21 de enero de 1935 — 23 de abril de 1938                         | 1935 1936                                                         |

Tras la derrota del III Reich en la Segunda Guerra Mundial Austria se hizo independiente de nuevo. El chelín austriaco volvió a circular, también fue recomenzada la acuñación de los groschenes. En 2002 el chelín fue sustituido por el euro.
| Las monedas de los años 1947—2002, con el valor nominal en groses | Las monedas de los años 1947—2002, con el valor nominal en groses | Las monedas de los años 1947—2002, con el valor nominal en groses | Las monedas de los años 1947—2002, con el valor nominal en groses | Las monedas de los años 1947—2002, con el valor nominal en groses | Las monedas de los años 1947—2002, con el valor nominal en groses | Las monedas de los años 1947—2002, con el valor nominal en groses | Las monedas de los años 1947—2002, con el valor nominal en groses | Las monedas de los años 1947—2002, con el valor nominal en groses                                          |
| Imagen                                                            | Imagen                                                            | Valor nominal                                                     | Características                                                   | Características                                                   | Características                                                   | Características                                                   | Estuvo en circulación                                             | Años de emisión                                                                                            |
| Reverso                                                           | Anverso                                                           | Valor nominal                                                     | Diámetro                                                          | Peso                                                              | Metal                                                             | Canto                                                             | Estuvo en circulación                                             | Años de emisión                                                                                            |
| ----------------------------------------------------------------- | ----------------------------------------------------------------- | ----------------------------------------------------------------- | ----------------------------------------------------------------- | ----------------------------------------------------------------- | ----------------------------------------------------------------- | ----------------------------------------------------------------- | ----------------------------------------------------------------- | --- |
|                                                                   |                                                                   | 1 gros                                                            | 17 mm                                                             | 1,8 m                                                             | Zn                                                                | liso                                                              | 5 de abril de 1948 — 28 de febrero de 2002                        | 1947 (De hecho las monedas se acuñaban hasta el año 1950 con la indicación del año de emisión como “1947”) |
|                                                                   |                                                                   | 2 groses                                                          | 18 mm                                                             | 0,9 g                                                             | 98,5 % Al 1,5 % Mg                                                | liso                                                              | 15 de julio de 1950 — 28 de febrero de 2002                       | 1950—1952 1954 1957 1962 1964—1994                                                                         |
|                                                                   |                                                                   | 5 groses                                                          | 19 mm                                                             | 2,5 g                                                             | Zn                                                                | estriado                                                          | 17 de junio de 1948 — 28 de febrero de 2002                       | 1948 1950 1951 1953 1955 1957 1961—1994                                                                    |
|                                                                   |                                                                   | 10 groses                                                         | 21 mm                                                             | 3,5 g                                                             | Zn                                                                | liso                                                              | 1 de julio de 1947 — 28 de febrero de 2002                        | 1947—1949                                                                                                  |
|                                                                   |                                                                   | 10 groses                                                         | 20 mm                                                             | 1,1 g                                                             | 98,5 % Al 1,5 % Mg                                                | liso                                                              | 27 de noviembre de 1951 — 28 de febrero de 2002                   | 1951—1953 1955 1957 1959 1961—2001                                                                         |
|                                                                   |                                                                   | 20 groses                                                         | 22 mm                                                             | 4,5 g                                                             | 91,5 % Cu 8,5 % Al                                                | liso                                                              | 27 de noviembre de 1951 — 28 de febrero de 2002                   | 1950 1951 1954                                                                                             |
|                                                                   |                                                                   | 50 groses                                                         | 22 mm                                                             | 1,4 g                                                             | Al                                                                | liso                                                              | no hay datos — 28 de febrero de 2002                              | 1946 1947 1952 1955                                                                                        |
|                                                                   |                                                                   | 50 groses                                                         | 19,5 mm                                                           | 3 g                                                               | 91,5 % Cu 8,5 % Al                                                | liso                                                              | 1 de octubre de 1959 — 28 de febrero de 2002                      | 1959—2001                                                                                                  |

### El gros polaco
En 1917 en el Reino de Polonia fue introducida una nueva moneda, el marco polaco, que prosiguió circulando después de que Polonia había obtenido su independencia en 1918. En 1924 el marco fue sustituido por el zloty con el tipo de cambio: 1 zloty a 1,8 millones de marcos.
| Las monedas polacas de los años 1923-1939, con el valor nominal en groses | Las monedas polacas de los años 1923-1939, con el valor nominal en groses | Las monedas polacas de los años 1923-1939, con el valor nominal en groses | Las monedas polacas de los años 1923-1939, con el valor nominal en groses | Las monedas polacas de los años 1923-1939, con el valor nominal en groses | Las monedas polacas de los años 1923-1939, con el valor nominal en groses | Las monedas polacas de los años 1923-1939, con el valor nominal en groses | Las monedas polacas de los años 1923-1939, con el valor nominal en groses | Las monedas polacas de los años 1923-1939, con el valor nominal en groses |
| Imagen                                                                    | Imagen                                                                    | Valor nominal                                                             | Características                                                           | Características                                                           | Características                                                           | Características                                                           | Estuvo en la circulación                                                  | Años de emisión                                                           |
| Reverso                                                                   | Anverso                                                                   | Valor nominal                                                             | Diámetro                                                                  | Peso                                                                      | Metal                                                                     | Canto                                                                     | Estuvo en la circulación                                                  | Años de emisión                                                           |
| ------------------------------------------------------------------------- | ------------------------------------------------------------------------- | ------------------------------------------------------------------------- | ------------------------------------------------------------------------- | ------------------------------------------------------------------------- | ------------------------------------------------------------------------- | ------------------------------------------------------------------------- | ------------------------------------------------------------------------- | ------------------------------------------------------------------------- |
|                                                                           |                                                                           | 1 gros                                                                    | 16,6 mm                                                                   | 1,6 g                                                                     | latón                                                                     | liso                                                                      | 1923—1939                                                                 | 1923 1925 1927 1928 1930—1939                                             |
|                                                                           |                                                                           | 2 groses                                                                  | 17,6 mm                                                                   | 2,0 g                                                                     | latón                                                                     | liso                                                                      | 1923—1939                                                                 | 1923                                                                      |
|                                                                           |                                                                           | 2 groses                                                                  | 17,6 mm                                                                   | 2,0 g                                                                     | bronce                                                                    | liso                                                                      | 1923—1939                                                                 | 1925 1927 1928 1930—1939                                                  |
|                                                                           |                                                                           | 5 groses                                                                  | 20,0 mm                                                                   | 3,0 g                                                                     | latón                                                                     | liso                                                                      | 1923—1939                                                                 | 1923                                                                      |
|                                                                           |                                                                           | 5 groses                                                                  | 20,0 mm                                                                   | 3,0 g                                                                     | bronce                                                                    | liso                                                                      | 1923—1939                                                                 | 1925 1928 1930 1931 1934—1939                                             |
|                                                                           |                                                                           | 10 groses                                                                 | 17,6 mm                                                                   | 2,0 g                                                                     | níquel                                                                    | liso                                                                      | 1923—1939                                                                 | 1923                                                                      |
|                                                                           |                                                                           | 20 groses                                                                 | 20,0 mm                                                                   | 3,0 g                                                                     | níquel                                                                    | liso                                                                      | 1923—1939                                                                 | 1923                                                                      |
|                                                                           |                                                                           | 50 groses                                                                 | 23,0 mm                                                                   | 5,0 g                                                                     | níquel                                                                    | liso                                                                      | 1923—1939                                                                 | 1923                                                                      |

Tras la Invasión alemana de Polonia de 1939 una parte del territorio del país fue incorporada a Alemania, aquí el zloty polaco fue sustituido por el reichsmark. En el resto de la tierra de Polonia se formó el Gobierno General de los territorios polacos ocupados. Mientras las tierras polacas se encontraban bajo la administración alemana la circulación monetaria estaba garantizada por el Banco de emisión de Polonia. La peculiaridad del dinero de ese tiempo consiste en el uso de los sellos viejos para las monedas de 1, 10, 20 y 50 groses. La moneda de 5 groses tenía un agujero. Las monedas se distinguían de sus versiones de preguerra por el metal. Sin embargo durante todo el tiempo de la acuñación la indicación del año de emisión no se cambió. Las monedas de 1, 5, 10 y 20 groses se producían de cinc, las de 50 groses fueron hechas de hierro o de hierro plaqueado con níquel .
| Las monedas polacas emitidas durante la ocupación, con el valor nominal en groses | Las monedas polacas emitidas durante la ocupación, con el valor nominal en groses | Las monedas polacas emitidas durante la ocupación, con el valor nominal en groses | Las monedas polacas emitidas durante la ocupación, con el valor nominal en groses | Las monedas polacas emitidas durante la ocupación, con el valor nominal en groses | Las monedas polacas emitidas durante la ocupación, con el valor nominal en groses | Las monedas polacas emitidas durante la ocupación, con el valor nominal en groses | Las monedas polacas emitidas durante la ocupación, con el valor nominal en groses | Las monedas polacas emitidas durante la ocupación, con el valor nominal en groses |
| Imagen                                                                            | Valor nominal                                                                     | Características                                                                   | Características                                                                   | Características                                                                   | Características                                                                   | Año indicado en la moneda                                                         | Años de acuñación                                                                 |                                                                                   |
| Imagen                                                                            | Valor nominal                                                                     | Diámetro                                                                          | Peso                                                                              | Metal                                                                             | Canto                                                                             | Año indicado en la moneda                                                         | Años de acuñación                                                                 |                                                                                   |
| --------------------------------------------------------------------------------- | --------------------------------------------------------------------------------- | --------------------------------------------------------------------------------- | --------------------------------------------------------------------------------- | --------------------------------------------------------------------------------- | --------------------------------------------------------------------------------- | --------------------------------------------------------------------------------- | --------------------------------------------------------------------------------- | --------------------------------------------------------------------------------- |
|                                                                                   | 1 gros                                                                            | 14,7 mm                                                                           | 1,17 g                                                                            | cinc                                                                              | liso                                                                              | 1939                                                                              | 1941—1944                                                                         |                                                                                   |
|                                                                                   | 5 groses                                                                          | 16,2 mm                                                                           | 1,72 g                                                                            | cinc                                                                              | liso                                                                              | 1939                                                                              | 1941—1944                                                                         |                                                                                   |
|                                                                                   | 10 groses                                                                         | 17,6 mm                                                                           | 2,0 g                                                                             | cinc                                                                              | liso                                                                              | 1923                                                                              | 1941—1944                                                                         |                                                                                   |
|                                                                                   | 20 groses                                                                         | 20,0 mm                                                                           | 2,9 g                                                                             | cinc                                                                              | liso                                                                              | 1923                                                                              | 1941—1944                                                                         |                                                                                   |
|                                                                                   | 50 groses                                                                         | 23,0 mm                                                                           | 5,0 g                                                                             | hierro plaqueado con níquel                                                       | liso                                                                              | 1938                                                                              | no hay datos                                                                      |                                                                                   |
|                                                                                   | 50 groses                                                                         | 23,0 mm                                                                           | 4,7 g                                                                             | hierro                                                                            | liso                                                                              | 1938                                                                              | no hay datos                                                                      |                                                                                   |

En 1944 en Varsovia se estalló la rebelión contra las autoridades ocupantes. Tras el aplastamiento del levantamiento la mayor parte de la ciudad, y la Casa de la moneda también, fueron demolidas . El funcionamiento de la Casa de la moneda en un nuevo edificio fue organizado solamente en 1953 . Tras la liberación de los nazi, el 24 de agosto de 1944, fue emitido el Decreto del Banco nacional de Polonia que definía el cambio de los reichsmark y los zloty de Cracovia a los billetes de un nuevo tipo. El cambio fue limitado. Una persona física no podía cambiar más de 500 zloty, y el límite para una organización era 2000 zloty.
En 1950 fue realizada una nueva reforma monetaria. Las personas físicas podían recibir 1 zloty nuevo por 100 anteriores, o 3 zloty por 100 anteriores en el caso de que el dinero estuviera depositado en un banco. Los aranceles, precios y el salario también estaban sujetos a la indexación con la tasa de cambio de 3 a 100. La ausencia de una Casa de la moneda que funcionara bien y la precisión de la acuñación de monedas para la circulación monetaria llevaron a que los primeros groses fueron emitidos en otros países. La peculiaridad de estas monedas consiste en la indicación del año como "1949" y el uso de diferentes metales para la acuñación. Las monedas con la indicación del año real aparecieron solo en 1957 . Durante la existencia de la República Popular de Polonia fueron acuñadas las monedas con un valor nominal de 1, 2, 5, 10, 20 y 50 groses. Tenían el mismo aspecto. El anverso llevaba la imagen del Escudo de Polonia, una leyenda rotunda con el nombre del estado (originariamente: «RZECZPOSPOLITA POLSKA», desde 1957: «POLSKA RZECZPOSPOLITA LUDOWA») y la fecha de emisión. En el reverso se estampaba la indicación del valor nominal. Tenían lugar unas diferencias que consistían en la posición de la rama con hojas en el reverso y en el metal con el que acuñaban las monedas .
| Los groses de la República Popular de Polonia | Los groses de la República Popular de Polonia | Los groses de la República Popular de Polonia | Los groses de la República Popular de Polonia | Los groses de la República Popular de Polonia | Los groses de la República Popular de Polonia | Los groses de la República Popular de Polonia | Los groses de la República Popular de Polonia                                                                 | Los groses de la República Popular de Polonia |
| Imagen                                        | Imagen                                        | Valor nominal                                 | Características                               | Características                               | Características                               | Características                               | Año indicado en la moneda                                                                                     | Tirada |
| Reverso                                       | Anverso                                       | Valor nominal                                 | Diámetro                                      | Peso                                          | Metal                                         | CAnto                                         | Año indicado en la moneda                                                                                     | Tirada |
| --------------------------------------------- | --------------------------------------------- | --------------------------------------------- | --------------------------------------------- | --------------------------------------------- | --------------------------------------------- | --------------------------------------------- | --- | --- |
|                                               |                                               | 1 gros                                        | 14,3 mm                                       | 0,5 g                                         | aluminio                                      | estriado                                      | 1949 | 400 116 000 |
|                                               |                                               | 2 groses                                      | 16 mm                                         | 0,57 g                                        | aluminio                                      | liso                                          | 1949 | 300 106 000 |
|                                               |                                               | 5 groses                                      | 20,2 mm                                       | 3,0 g                                         | bronce                                        | liso                                          | 1949 | 300 000 000 |
|                                               |                                               | 5 groses                                      | 20,0 mm                                       | 1,0 g                                         | aluminio                                      | liso                                          | 1949 | 200 000 000 |
|                                               |                                               | 5 groses                                      | 16,0 mm                                       | 0,6 g                                         | aluminio                                      | liso                                          | 1958 1959 1960 1961 1962 1963 1965 1967 1968 1970 1971 1972                                                   | 53 521 000 28 564 000 12 246 000 29 501 882 90 257 005 20 877 779 5 050 000 10 056 000 10 196 000 20 095 000 20 000 000 10 000 000 |
|                                               |                                               | 10 groses                                     | 17,6 mm                                       | 2,0 g                                         | cuproníquel                                   | liso                                          | 1949 | 200 000 000 |
|                                               |                                               | 10 groses                                     | 17,6 mm                                       | 0,7 g                                         | aluminio                                      | liso                                          | 1949 | 31 046 685 |
|                                               |                                               | 10 groses                                     | 17,6 mm                                       | 0,7 g                                         | aluminio                                      | liso                                          | 1961 1962 1963 1965 1966 1967 1968 1969 1970 1971 1972 1973 1974 1975 1976 1977 1978 1979 1980 1981 1983 1985 | 73 400 000 25 362 000 40 434 000 50 521 000 70 749 000 62 059 000 62 204 000 71 566 000 38 844 000 50 000 000 60 000 000 80 000 000 50 000 000 100 000 000 71 204 000 73 191 000 60 623 000 70 000 000 9 600 000 9 957 000                         |
|                                               |                                               | 20 groses                                     | 20,0 mm                                       | 2,85 g                                        | cuproníquel                                   | liso                                          | 1949 | 133 383 000 |
|                                               |                                               | 20 groses                                     | 20,0 mm                                       | 1,0 g                                         | aluminio                                      | liso                                          | 1949 | 197 472 000 |
|                                               |                                               | 20 groses                                     | 20,0 mm                                       | 1,0 g                                         | aluminio                                      | liso                                          | 1957 1961 1962 1963 1965 1966 1967 1968 1969 1970 1971 1972 1973 1975 1976 1977 1978 1979 1980 1981 1983 1985 | 3 940 000 53 108 000 19 140 000 41 217 000 32 022 000 23 860 000 29 099 000 29 191 000 40 227 000 20 028 000 20 000 000 60 000 000 115 000 000 50 000 000 100 000 000 80 730 000 50 730 000 45 252 000 30 020 000 60 082 000 10 041 000 16 227 000 |
|                                               |                                               | 50 groses                                     | 23,0 mm                                       | 5,0 g                                         | cuproníquel                                   | liso                                          | 1949 | 109 000 000 |
|                                               |                                               | 50 groses                                     | 23,0 mm                                       | 1,6 g                                         | aluminio                                      | liso                                          | 1949 | 59 397 000 |
|                                               |                                               | 50 groses                                     | 23,0 mm                                       | 1,6 g                                         | aluminio                                      | liso                                          | 1957 1965 1967 1968 1970 1971 1972 1973 1974 1975 1976 1977 1978 1982 1983 1984 1985 1986 1987                | 91 316 000 22 090 000 2 065 000 2 027 000 3 273 000 7 000 000 10 000 000 39 000 000 33 000 000 25 000 000 50 000 000 68 620 000 16 067 000 39 667 000 44 217 000 49 052 000 45 796 000 21 257 000                                                  |

En los años 1988 y 1989 las monedas con el valor nominal en groses no se acuñaban. La hiperinflación que había golpeado al país llevó a la introducción de un nuevo billete de 10 miles de zloty en el año 1988 y de 2 millones de zloty en el año 1992. Al mismo tiempo tuvo lugar el cambio de la formación política en Polonia. Al final del año 1989 la República Popular de Polonia dejó de existir. La República de Polonia se hizo la república parlamentaria. El 29 de diciembre de 1989 fue aprobado un reglamento de la emisión de monedas con el nuevo escudo (un águila coronada) . Tras la caída del régimen socialista, desde 1990 hasta 1994 las monedas del valor nominal en groses no entraban en circulación por la hiperinflación. En este tiempo empezaron la preparación de una reforma monetaria e iniciaron la acuñación de nuevas monedas. Según el Reglamento de 7 de julio de 1994, a partir del principio del año 1995 el país comenzaba a usar un nuevo zloty. De hecho fue realizada la denominación. El nuevo zloty cambiaban a 10 mil de los antiguos. Desde 1990 hasta 2015 acuñaban las monedas con un valor nominal de 1, 2, 5, 10, 20 y 50 groses. Tras la denominación el gros de nuevo se convirtió en la moneda divisionaria y al principio del año 2016 sigue equivaliendo a 1/100 de zloty polaco .
| Los groses de República de Polonia | Los groses de República de Polonia | Los groses de República de Polonia | Los groses de República de Polonia | Los groses de República de Polonia | Los groses de República de Polonia | Los groses de República de Polonia | Los groses de República de Polonia                                                                                 | Los groses de República de Polonia |
| Imagen                             | Imagen                             | Valor nominal                      | Características                    | Características                    | Características                    | Características                    | Año, indicado en la moneda                                                                                         | Tirada |
| Reverso                            | Anverso                            | Valor nominal                      | Diámetro                           | Peso                               | Metal                              | Canto                              | Año, indicado en la moneda                                                                                         | Tirada |
| ---------------------------------- | ---------------------------------- | ---------------------------------- | ---------------------------------- | ---------------------------------- | ---------------------------------- | ---------------------------------- | --- | --- |
|                                    |                                    | 1 gros                             | 15,5 mm                            | 1,6 g                              | latón                              | estriado                           | 1990 1991 1992 1993 1995 1997 1998 1999 2000 2001 2002 2003 2004 2005 2006 2007 2008 2009 2010 2011 2012 2013 2014 | 29 140 000 79 000 000 362 000 000 80 780 000 102 280 109 103 080 002 257 640 003 203 970 000 210 100 000 210 000 000 240 000 000 250 000 000 300 000 000 375 000 000 184 000 000 330 000 000 316 000 000 338 000 000 150 000 000 270 000 000 365 000 000 323 000 000 86 000 000 |
|                                    |                                    | 1 gros                             | 15,5 mm                            | 1,64 g                             | latón plaqueado con acero          | estriado                           | 2013 2014 2015 | 1 000 000 334 924 900 no hay datos |
|                                    |                                    | 2 groses                           | 17,5 mm                            | 2,1 g                              | latón                              | liso                               | 1990 1991 1992 1997 1998 1999 2000 2001 2002 2003 2004 2005 2006 2007 2008 2009 2010 2011 2012 2013 2014 2015      | 34 400 000 97 410 000 157 000 003 92 400 002 154 840 000 187 900 000 94 500 000 84 000 000 83 910 000 80 000 000 100 000 000 163 003 250 105 000 000 160 000 000 172 000 000 222 000 000 120 000 000 150 000 000 100 000 000 150 000 000 20 000 000 no hay datos                |
|                                    |                                    | 2 groses                           | 17,5 mm                            | 2,13 g                             | latón plaqueado con acero          | liso                               | 2013 2014 2015 | 1 000 000 117 084 750 no hay datos |
|                                    |                                    | 5 groses                           | 19,5 mm                            | 2,59 g                             | latón                              | estriado discontinuo               | 1990 1991 1992 1993 1998 1999 2000 2001 2002 2003 2004 2005 2006 2007 2008 2009 2010 2011 2012 2013 2014 2015      | 70 240 000 171 040 000 103 784 000 20 280 000 93 472 002 99 024 000 75 600 000 67 368 000 67 200 000 48 000 000 62 500 000 113 000 000 54 000 000 116 000 000 107 000 000 160 000 000 100 000 000 90 000 000 60 000 000 88 000 000 15 000 000 no hay datos                      |
|                                    |                                    | 5 groses                           | 19,5 mm                            | 2,59 g                             | latón plaqueado con acero          | estriado discontinuo               | 2013 2014 2015 | 1 000 000 81 004 500 1 000 000 |
|                                    |                                    | 10 groses                          | 16,3 mm                            | 2,6 g                              | cuproníquel                        | estriado discontinuo               | 1990 1991 1992 1993 1998 1999 2000 2001 2002 2003 2004 2005 2006 2007 2008 2009 2010 2011 2012 2013 2014 2015      | 43 055 000 123 164 000 210 005 000 80 240 008 62 695 000 47 040 000 104 060 000 62 820 000 10 500 000 31 500 000 70 500 000 94 000 000 40 000 000 100 000 000 103 000 000 146 000 000 62 000 000 80 000 000 136 000 000 142 000 000 88 000 000 no hay datos                     |
|                                    |                                    | 20 groses                          | 18,4 mm                            | 3,2 g                              | cuproníquel                        | estriado                           | 1990 1991 1992 1996 1997 1998 1999 2000 2001 2002 2003 2004 2005 2006 2007 2008 2009 2010 2011 2012 2013 2014 2015 | 25 100 000 75 400 000 106 100 001 29 745 008 59 755 000 52 500 000 25 985 000 52 135 000 41 980 001 10 500 000 20 400 000 40 000 025 37 000 000 35 000 000 68 000 000 91 000 000 133 000 000 45 000 000 15 000 000 38 000 000 36 000 000 46 000 000 no hay datos                |
|                                    |                                    | 50 groses                          | 20,5 mm                            | 3,94 g                             | cuproníquel                        | estriado                           | 1990 1991 1992 1995 2008 2009 2010 2011 2012 2013 2014 2015                                                        | 29 152 000 99 120 000 116 000 000 101 600 113 13 000 000 57 000 000 12 000 000 10 000 000 12 000 000 30 000 000 28 400 000 no hay datos |

## El gros en la cultura
En ruso, en sentido figurado, el término “groshý” (грошы) se aplica para una suma de dinero miserable. En la fraseología del idioma ruso el “grosh” sirve como un estándar del valor mínimo con el que se definen las cualidades de diferentes objetos y hechos.
En los idiomas ucraniano y bielorruso la palabra “grosh” (en plural, ucr.: гроші y biel.: грошы; groshy), por mediación de la lengua polaca, se adaptó y significa el dinero como tal.